# Mizukami Tatsuzō
Mizukami Tatsuzō (japanisch 水上 達三; geboren 15. Oktober 1903 in Seitetsu (Präfektur Yamanashi); gestorben 16. Juni 1989) war ein japanischer Unternehmer.

## Leben und Wirken
Mizukami Tatsuzō machte 1928 seinen Studienabschluss an der „Tōkyō shōka daigaku“ (東京商科大学), der Vorläufereinrichtung der Hitotsubashi-Universität. Er begann dann für das Unternehmen „Mitsui Bussan“ zu arbeiten und erlebte das Ende des Zweiten Weltkriegs als Leiter der Filiale Peking (北京支店).
Mizukami wurde 1947 Geschäftsführer von „Daiichi Bussan“ (第一物産), das nach der Auflösung des Mitsui-Firmenkonglomerats gegründet worden war. Er war wesentlich daran beteiligt, die Mitsui-Unternehmen, unter denen Daiichi Bussan eins war, wieder zusammenzuführen. Er wurde Vizepräsident von Mitsui & Co., das 1959 wieder aufgebaut wurde, Präsident 1961 und Vorstandsvorsitzende 1969. Er war Exekutivsekretär der Wirtschaftsvereinigung „Keizai dōyūkai“ (経済同友会) und war in vielen weiteren Bereichen als Vorsitzender tätig.
In seinen späteren Jahren war Mizukami auch im Bildungsbereich aktiv und übernahm 1976 die Position des stellvertretenden Vorsitzenden des Fundraising-Komitees zum 100-jährigen Jubiläum seiner Alma Mater, der Hitotsubashi-Universität. in dem Zusammenhang wurde er 1976 Stellvertretender Vorsitzender der Hitotsubashi-Universität. 1976 beteiligte er sich an der Gründung der International University of Japan.
1975 erhielt Mizutani die Ehrenmedaille mit dunkelblauem Band und 1977 den Orden des Heiligen Schatzes erster Klasse.